# 애니콜 코비 N
애니콜 코비 N(Anycall Corby N)은 삼성전자가 2010년 12월 13일에 출시한 피처폰이다. 교통카드 및 모바일 결제 등의 기능을 활용할 수 있는 NFC 기능을 대한민국 시장에 출시된 휴대 전화 중 최초로 탑재하였다.

## 같이 보기
- 애니콜 코비